# Театр Фарнезе
Театр Фа́рнезе (Teatro Farnese) — одно из трёх (наряду с Театро алль’Антика (ит.) в Саббьонете и Театром Олимпико в Виченце) сохранившихся театральных зданий Ренессанса. Построено в 1618—1619 годах в пармском дворце герцога Рануччо I Фарнезе по проекту Дж. Б. Алеотти в подражание театру «Олимпико», спроектированному учителем Алеотти — Андреа Палладио.

## История создания
Театр был построен в 1618 году Рануччо I Фарнезе, герцогом Пармы и Пьяченцы для того, чтобы отметить театрализованным представлением пребывание в Парме великого герцога Тосканского Козимо II, направлявшегося в Милан, чтобы почтить память кардинала святого Карло Борромео, канонизированного в 1610 году.
Строительство здания было поручено архитектору Джованни Баттиста Алеотти. Оно было построено на первом этаже Палаццо делла Пилотта (Palazzo della Pilotta) в Парме, в большом помещении, которое чаще всего использовалось для проведения турниров.
Построенное Алеотти здание во многом являлось новаторским: так, помещение делилось на две части — сцену с арьерсценой, оборудованную съёмными кулисами и так называемыми телариями, чьё вращение обеспечивало быструю смену декораций; зрительный зал был вытянут в длину; амфитеатр в форме подковы был построен на высоком цоколе и насчитывал 14 рядов; пространство перед партером использовалось для танцевальных постановок, церемониальных процессий и даже могло заполняться водой в соответствии с сюжетом спектакля.
Строительство театра было завершено осенью 1618 года. Но из-за болезни Козимо II запланированное мероприятие было отменено. Театр не использовался почти десять лет. Наконец, он был открыт 21 декабря 1628 года по случаю бракосочетания Одоардо Фарнезе с Маргаритой Тосканской, дочерью Козимо. В ознаменование этого события был создан спектакль «Меркурий и Марс» (композитор Клаудио Монтеверди).
В XVII—XVIII веках здесь устраивались театральные представления, часто во время свадебных торжеств. В XIX веке в здании дворца находились музей древностей, библиотека и картинная галерея.
После спектакля 1732 года театр неумолимо приходил в упадок. Он сильно пострадал в 1944 году во время бомбардировки города союзниками.
В период с 1956—1960 годов шла реконструкция театра по оригинальным чертежам, и он был введён в эксплуатацию в качестве входа в Национальную галерею Пармы. После почти трёхвекового простоя театр вернулся к проведению театрализованных мероприятий. В 1990 году Культурная ассоциация ансамбля Эдгарда Вареза выпустила спектакль «Дань Луиджи Ноно». В рамках проекта «Фарнезский Шекспир» 12 июня 2001 года в театре состоялась национальная премьера пьесы Уильяма Шекспира «Буря». 20 июня 2002 года вышел «Гамлет». В рамках Пармского фестиваля 24 июня 2003 года Лука Ронкони представил спектакль «Жаль, что она развратница», трагедия драматурга Джона Форда.
Принципы устройства театра Фарнезе были использованы в проектах Большого драматического театра в Берлине (1919) и Муниципального аудиториума в Сент-Луисе (1934).